# Slade in Flame
Slade in Flame är det femte studioalbumet av  den brittiska rockgruppen Slade. Albumet släpptes i november 1974 på skivbolaget Polydor Records. Skivan fungerade som soundtrack till en film med samma namn med bandmedlemmarna som skådespelare. Filmen handlade om ett rockbands uppgång och fall. Det här albumet kan sägas vara slutet på gruppens första storhetstid då det blev det sista på 1970-talet att nå topp 10-placering på den brittiska albumlistan. "Far Far Away" och "How Does It Feel?" släpptes som singlar från skivan. "Far Far Away" blev mest framgångsrik då den nådde plats två på brittiska singellistan och blev etta på norska VG-lista.

## Låtlista
Alla låtar är skrivna och komponerade av Noddy Holder och Jim Lea. 
| Nr  | Titel                               | Längd |
| --- | ----------------------------------- | ----- |
| 1.  | How Does It Feel?                   | 5:55  |
| 2.  | Them Kinda Monkeys Can't Swing      | 3:28  |
| 3.  | So Far, So Good                     | 3:02  |
| 4.  | Summer Song (Wishing You Were Here) | 3:36  |
| 5.  | OK Yesterday Was Yesterday          | 3:59  |
| 6.  | Far Far Away                        | 3:36  |
| 7.  | This Girl                           | 3:32  |
| 8.  | Lay It Down                         | 4:15  |
| 9.  | Heaven Knows                        | 3:55  |
| 10. | Standin' on the Corner              | 4:54  |

## Listplaceringar
| Lista (1974-1975) | Position            |
| ----------------- | ------------------- |
| Danmark           | 2 (DR "Top 20")     |
| Finland           | 10                  |
| Norge             | 2 (VG-lista)        |
| Storbritannien    | 6 (UK Albums Chart) |
| Sverige           | 6 (Kvällstoppen)    |
| USA               | 93 (Billboard 200)  |
| Västtyskland      | 41                  |